# Flemming Nielsen (fodboldspiller, født 1954)
 Der er flere personer med dette navn, se Flemming Nielsen. (Se også artikler, som begynder med Flemming Nielsen)
Flemming Nielsen (født 16. juli 1954, død 23. juni 2018) var en dansk fodboldspiller, der var aktiv i 1970'erne og 1980'erne. Han var forsvarsspiller og spillede for OKS, Odense Boldklub, Fortuna Köln, South China FC i Hong Kong, AaB og Aalborg Freja.
Han opnåede to kampe for Danmarks U/21-landshold i 1976 samt fem kampe for A-landsholdet 1978-79.
Han var efter sin professionelle karriere bl.a. træner i B1909 og FC Nordjylland samt assistenttræner og sportschef i Viborg FF.
Han var indtil sin død talentchef og U18-træner for kvindeholdet Fortuna Hjørring, hvor han tidligere havde været cheftræner for klubbens førstehold fra 2007 til 2011. Han var desuden også træner på Nordjyllands Sportscollege.